# Kunstigt hjerte
Et kunstigt hjerte er en teknologisk eller biologisk enhed, der erstatter hjertet. Kunstige hjerter bruges typisk til at bygge bro mellem tiden til hjertetransplantation. Dog forekommer permanent erstatning af hjertet i tilfælde af at en hjertetransplantation er umulig. Allerede den 2. juli 1952 fik den 41-årige Henry Opitek, implementeret Dodrill-GMR-hjertemaskinen, der anses for at være det første operationelle mekaniske hjerte, blev med succes brugt under udførelse af hjertekirurgi på Harper University Hospital. Selvom andre lignende opfindelser gik forud for det kunstige hjerne, var det første kunstige hjerte, der med succes blev implanteret i et menneske, Jarvik-7 i 1982. Jarvik hjertet var designet af et team, blandt andet bestående af Willem Johan Kolff, William DeVries og Robert Jarvik. Et kunstigt hjerte adskiller sig fra en ventrikulær hjælpeanordning (VAD, engelsk ” ventricular assist device”) designet til at understøtte et svigtende hjerte. Det adskiller sig også fra en kardiopulmonal bypass -maskine, som er en ekstern enhed, der bruges til at levere funktionerne i både hjerte og lunger, kun brugt i et par timer ad gangen, oftest under hjertekirurgi. Skabelon:Infobox medical intervention